# Grötstriden
Grötstriden, (norska (bokmål): grøtstriden) var en politisk, litterär och kulinarisk fejd som utspelade sig i norsk press under 1860-talet. Striden utbröt efter att Peter Christen Asbjørnsen, författare och etnolog, 1864 hade utgivit boken Fornuftigt madstel, under pseudonym: Clemens Bonifacius. Grötstriden engagerade stora delar av tidens norska kulturelit. Centralt i debatten stod det svårsmälta mjölet i vattgröten. 